# ヤング・ジャック・トンプソン
ヤング・ジャック・トンプソン（Young Jack Thompson 本名：セシル・ルイス、1904年8月17日 - 1946年4月9日）は、1930年代のアメリカ合衆国のプロボクサー。元世界ウェルター級チャンピオン。カリフォルニア州サンフランシスコ生まれ。

## 略歴
プロボクサーだった父の影響でボクサーとなる。長身の強打者で、1930年5月9日、ジャッキー・フィールズを15回判定に下して世界ウェルター級王者となる。しかし、同年9月5日の初防衛戦でトミー・フリーマンに判定で敗れ、王座を奪われた。
翌1931年4月14日、驚異的なペースで既に5度の防衛を達成していた王者フリーマンに挑み、12回でKOして見事タイトルを奪回したが、同年10月23日、強打のサウスポー、ルー・ブロイラードに12回KOされ、初防衛に失敗した。

## 通算戦績
114戦71勝（44KO）30敗13引分け